# Sean Halton
Sean Halton (né le 7 juin 1987 à San Francisco, Californie, États-Unis) est un Joueur de premier but des Ligues majeures de baseball qui évolue avec les Brewers de Milwaukee.

## Carrière
Sean Halton repousse deux offres des Rockies du Colorado, qui le repêchent au 31e tour de sélection en 2005 et au 42e tour en 2006. Il signe chez les Brewers de Milwaukee, qui le sélectionnent en 13e ronde en 2009.
Halton fait ses débuts dans le baseball majeur avec Milwaukee le 27 juin 2013 et obtient à son premier passage au bâton son premier coup sûr, contre Matt Garza, un lanceur des Cubs de Chicago. Halton frappe son premier coup de circuit en carrière le 10 juillet suivant aux dépens du lanceur Mike Leake des Reds de Cincinnati.